# プロムナード
プロムナード（仏: promenade）とは、フランス語で「散歩」あるいは「散歩の場所」（散歩道・遊歩道）を意味する語。ここから転じて、様々な分野において異なる意味で用いられている。
本項では各分野における用法について、それぞれの節で解説する。

## 自転車
短距離を気楽に乗るための自転車の形態をプロムナードと呼ぶ。ポタリング（これも散歩の意味）に使うポタリング車（和製語）も同義。ランドナーなどのハンドルを、アップライトで楽な姿勢でのれるようなハンドル（プロムナード・バーと呼ばれる。「U」の形をしている）に付け替えたものをプロムナードと呼ぶことが多い。クロスバイク、マウンテンバイク以外のスポーツ車には、チェーンガード（チェーンがズボンのすそを汚さないように付けるカバー）を付けないことが多いが、プロムナードには泥除けやチェーンガードを付けることが多い。ブロンプトンなどが当てはまる。

## 音楽
野外の広場や庭園などで行われていた演奏会のことを「プロムナード」と呼ぶ。元来はロンドンで1830年頃から広まったコンサートの形態で、人々は歩き回ったり、お茶を飲んだりしながら音楽を楽しんだ。現在では野外、屋内を問わず、広い聴衆を対象としたポピュラーなクラシック演奏会（名曲コンサートなど）を呼ぶことが多い。

## 展覧会の絵
モデスト・ムソルグスキー作の組曲『展覧会の絵』の冒頭、および絵をモチーフにした曲同士のつなぎとして、少しずつ違う調子で何回か流れる小曲に「プロムナード」がある。亡き友の絵を見て歩く作曲者自身を表したとも言われるが、定かではない。

## イベント・パーティー
アメリカやカナダの高校で学年末に開かれるフォーマルなダンスパーティーを「プロムナード」またはそれを略して「プロム」と呼ぶ（プロムを参照）。また、大阪では“Prom:Nerd”（プロムナード）という仮装パーティーがある。

## 漫画
永野護の『ファイブスター物語』（FSS）の外伝的作品「プロムナード」。FSSにもつながる世界のアメリカにおける学園パーティーが主たる舞台。

## 路線バス
都営バスでは、歩行者天国のために迂回ルートを経由するバスの方向幕には「プロムナード」という注意書きが表示される。例えば、早77系統（新宿駅西口→早稲田）では、日曜昼間に新宿通りの新宿駅周辺が車両通行止めになることから、靖国通り経由と変更され、このとき前面の行先表示器には「早稲田（プロムナード）」と表示される。